# 里索那控股
理索納控股（日语： risona hoorudeingusu）是日本一家金融控股公司，由四家日本中型銀行合資成立，並以該公司為中心共同組成「理索納集團」（りそなグループ）。目前旗下擁有3家銀行、4家金融關聯企業，其中又以理索納銀行最為重要。集團名稱「理索納」（Resona）來自拉丁文，有共鳴、回響之意。品牌顏色為綠色與橘色。

## 歷史
2001年12月，大和銀行、近畿大阪銀行、奈良銀行等3家銀行共同出資成立大和銀控股（大和銀ホールディングス），2002年3月又加入旭日銀行（あさひ銀行），至同年4月正式成立理索納集團；同年10月，大和銀控股更名為理索納控股。2003年3月，理索納控股仿效瑞穗金融集團，將旗下的大和銀行與旭日銀行合併，又分割為負責全國業務的理索納銀行（りそな銀行）、以及僅負責埼玉縣內業務的埼玉理索納銀行（埼玉りそな銀行）。
之後，理索納銀行進行2003年3月期的決算時，在處理不良債權發生問題與合作的監査法人（日本一種監督公司治理的會計師事務所）發生問題，同時間因其權益比接近法定的4%而向日本內閣申請紓困，獲得金融危機對應會議通過；同年6月，預金保險機構（日本的存款保險專責單位）收購理索納銀行總值日幣1兆9600萬元的優先股與普通股，理索納銀行實際上被國有化。原本這項措施僅及於理索納銀行，其他旗下的銀行因體質較佳不受影響，但同年8月進行股份轉換後，使得整個理索納集團皆被國有化。理索納集團從日本政府接受的救助金，至2015年6月才返還完畢。

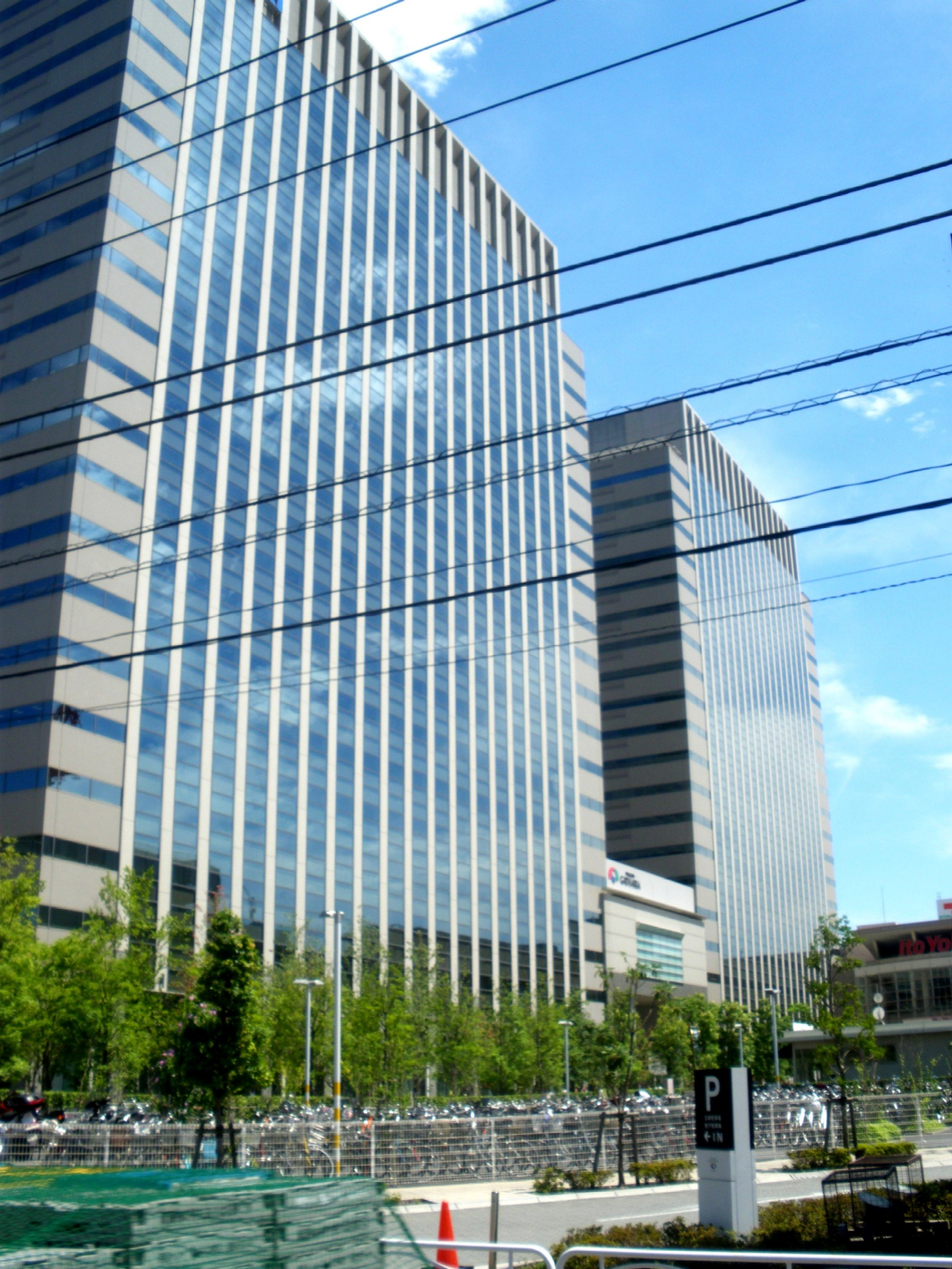
理索納控股總公司與東京本部所在的「深川GATHARIA」（深川ギャザリア） （東京都江東區）
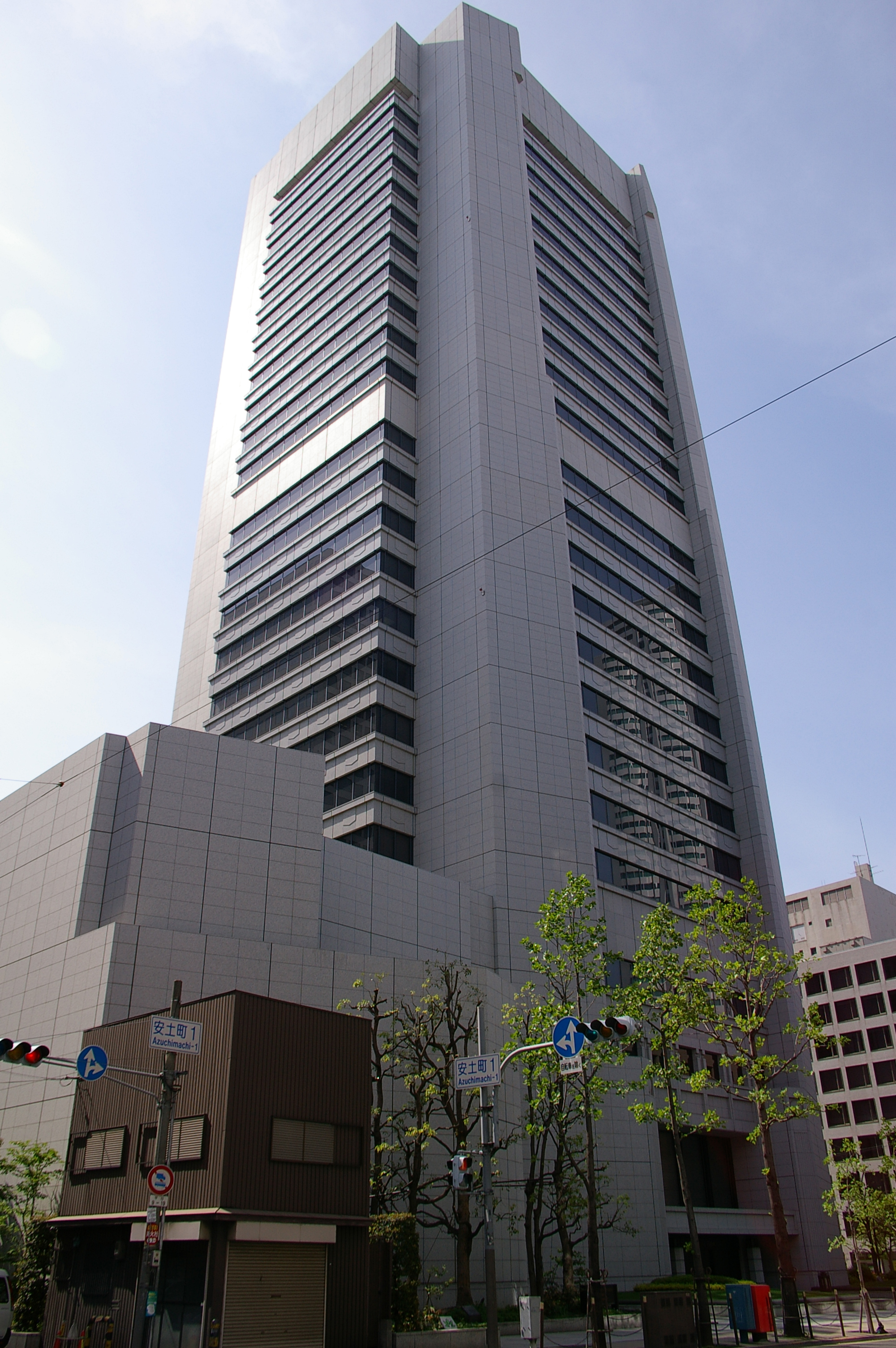
理索納控股大阪本社與理索納銀行總行 （大阪市中央區）
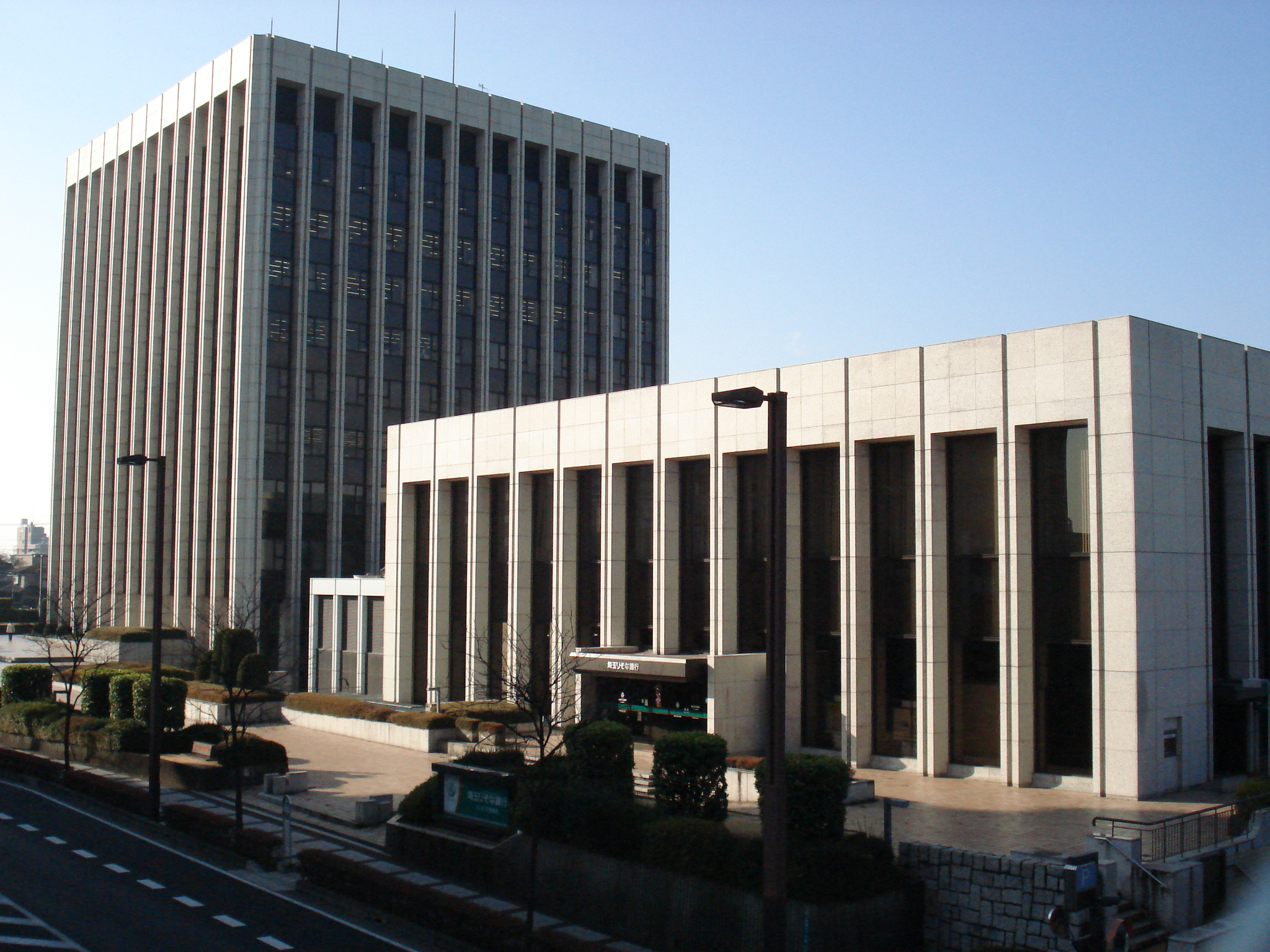
埼玉理索納銀行總行，左棟為總行大樓，右棟為埼玉營業部 （埼玉市浦和區）

## 沿革
- 2001年（平成13年）12月12日：株式會社大和銀行、株式會社近畿大阪銀行與株式會社奈良銀行進行股份轉換，共同成立株式會社大和銀控股。
- 2002年（平成14年）
  - 2月25日：大和銀控股取得原由大和銀行100%持有的大和銀信託銀行株式會社（同年10月15日改名為理索納信託銀行）股權，納為全資子公司。
  - 3月1日：大和銀控股將株式會社旭日銀行納為全資子公司。
  - 3月20日：大和銀控股轉讓大和銀信託銀行株式會社的部份股權。
  - 6月18日：大和銀控股取得原由旭日銀行100%持有的旭日信託銀行株式會社（同年10月1日併入旭日銀行）股權，納為全資子公司。
  - 8月27日：株式會社埼玉理索納銀行成立，為大和銀控股之全資子公司。
  - 10月1日：更名為株式會社理索納控股。
- 2003年（平成15年）
  - 3月1日：大和銀行合併旭日銀行，並更名為理索納銀行。大和銀行為存續公司，旭日銀行為消滅公司。
  - 4月1日：旭日銀事業投資株式會社與大和銀企業投資株式會社合併，改組為理索納資本株式會社。
  - 7月1日：預金保險機構收購理索納銀行發行之新股，理索納控股不再擁有理索納銀行全資股權。
  - 8月7日：理索納銀行進行股份轉換，再度成為理索納控股之全資子公司，預金保險機構則改為持有過半的理索納控股股權，成為理索納控股最大股東。
- 2006年（平成18年）1月：奈良銀行併入理索納銀行。
- 2009年（平成21年）4月1日：理索納信託銀行株式會社併入理索納銀行。
- 2010年（平成22年）
  - 5月6日：東京本社從大手町的「理索納·馬魯哈大樓」搬遷至「深川GATHARIA」現址。
  - 6月25日：總公司的登記地址從大阪本社變更為東京本社。

## 旗下事業
都市銀行

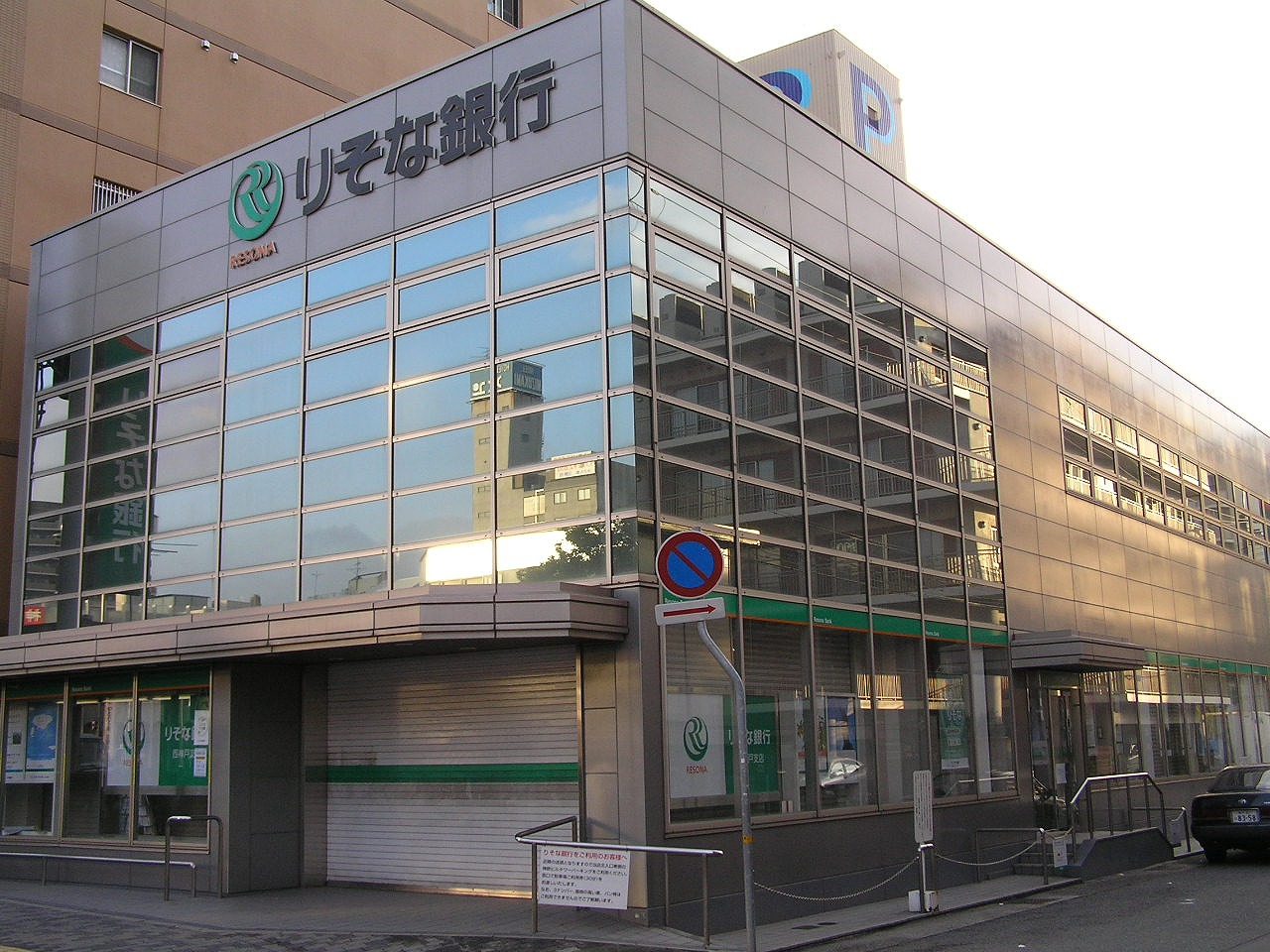
理索納銀行神戶支店

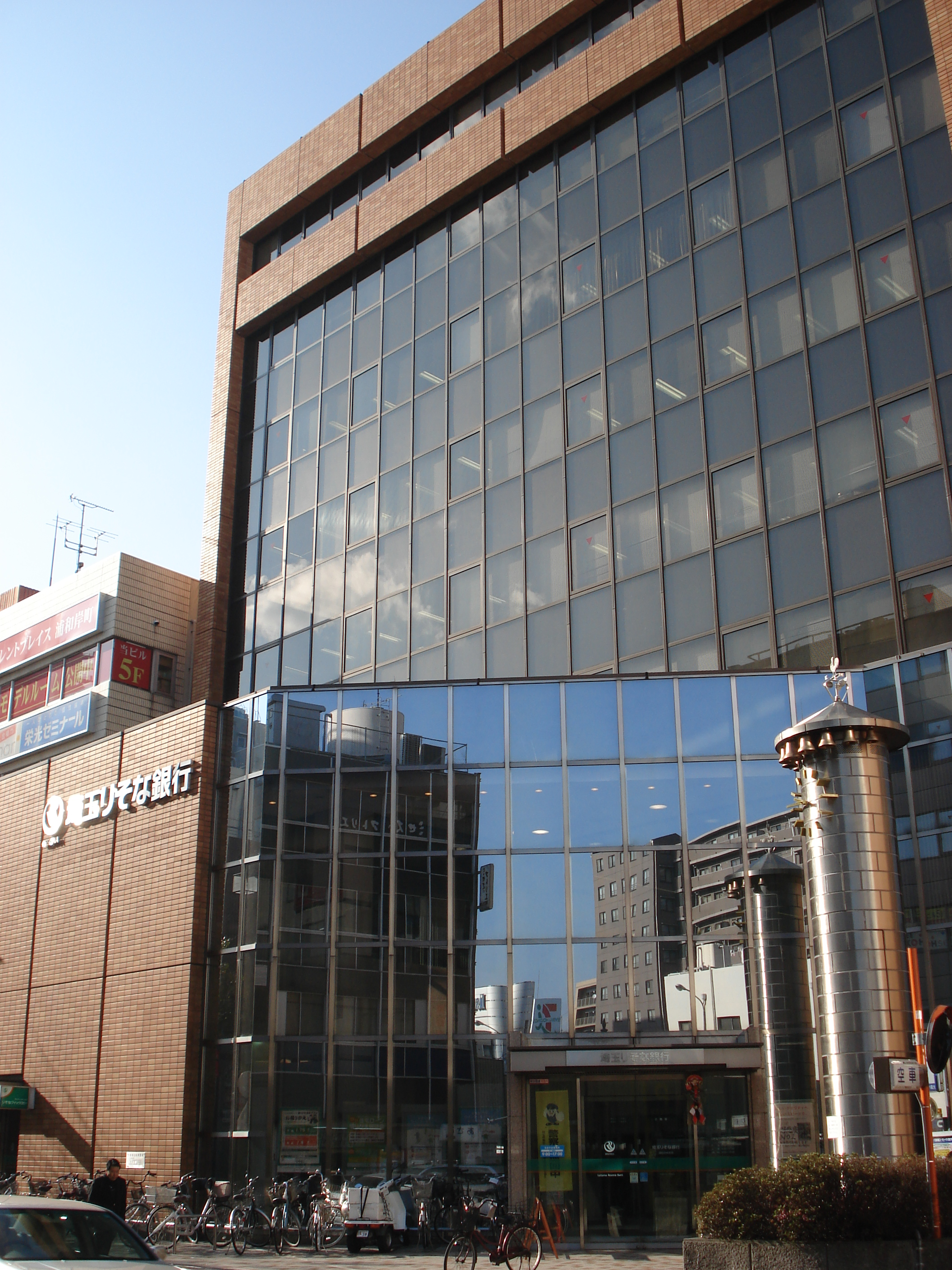
埼玉理索納銀行浦和中央支店

- 理索納銀行（擁有原大和銀行與奈良銀行，以及原旭日銀行除埼玉縣以外的營業據點）

地方銀行
- 埼玉理索納銀行（承繼原旭日銀行在埼玉縣的營業據點）
- 近畿大阪銀行（日语：近畿大阪銀行）（營業範圍為大阪府）

其他類型
- 理索納綜合研究所 - 智庫機構
- 理索納卡 - 發行信用卡
- 理索納資本 - 風險投資機構
- 理索納銀保證 - 經營抵押貸款等之信用保証事業

## 関連項目
- 大輪会

## 外部連結
- りそなホールディングス （页面存档备份，存于）（日語）